# Augustus Allen Hayes
Augustus Allen Hayes (Windsor, Vt., 28 de fevereiro de 1806 — Brookline, Mass., 21 de junho de 1882), frequentemente referido por A. A. Hayes, foi um químico e mineralogista que se distinguiu como inventor e como director do Roxbury Laboratory.

## Biografia
Concluiu em 1823 os seus estudos preparatórios na Escola Militar de Norwich (Norwich Military School, hoje Norwich University), em Northfield, Vermont, e ingressou nesse mesmo ano no Dartmouth College, em Dartmouth, onde entre 1823 e 1828 estudou Química sob a orientação do Professor James Freeman Dana. Terminado curso, foi contratado como professor auxiliar de Química na Escola Médica de New Hampshire (New Hampshire Medical College, departamento do Dartmouth College), onde trabalhou de 1826 a 1828.
A partir de 1828 fixou-se em Boston, Mass., como químico especialista, dando origem ao Roxbury Laboratory. Entre as suas descobertas e invenções contam-se a síntese do alcalóide sanguinarina e a descoberta de um processo para a produção de salitre a partir de nitrato de sódio pela ação do hidróxido de potássio. Também se lhe deve a invenção, em 1838, de um novo arranjo de caldeiras para a geração económica de vapor. Sugeriu pela primeira vez a aplicação de óxidos de ferro na refinação do ferro-gusa.
Também se dedicou à mineralogia, tendo descrito vários minerais, entre os quais a azorite.
Foi avaliador estadual de metais do estado de Massachusetts. Recebeu o grau honorário de doutor em Medicina pelo Dartmouth College em 1846.
Publicou vários artigos científicos e artigos técnicos no Proceedings das várias sociedades científicas de que era membro e ainda no American Journal of Science. Entre essas publicações merecem destaque as seguintes:
- The Cause of the Color of Lake Leman, Geneva;
- The Bed Oxide of Zinc in New Jersey.